# Стефані Нізнік
Стефані Лінн Нізнік (англ. Stephanie Lynne Niznik; 20 травня 1967 — 23 червня 2019) — американська кіно-, теле- і театральна актриса, відома за виконання ролей Ніни Фіні у т/с Евервуд і доктора Цабан у фантастичному фільмі Епоха.

## Біографія
Отримала ступінь магістра витончених мистецтв в Університеті Дьюк в Даремі, Північна Кароліна.

### Кар'єра
Крім Евервуда телевізійні ролі Нізнік включають ролі у т/с Доктор Квінн: жінка-лікар, Профайлер, Військово-юридична служба, Слайдери, Фрейзер, Зоряний шлях: Ентерпрайз, Мандрівник тощо.

## Особисте життя
Має молодшого брата Девіда Нізніка.

## Фільмографія
| Рік  | Назва                      | Роль          | Примітки               |
| ---- | -------------------------- | ------------- | ---------------------- |
| 1994 | Райська насолода           | Діана         |                        |
| 1996 | Сутінки богів              | Шауна         |                        |
| 1996 | Дорогий Боженька           | Еманда Мейн   |                        |
| 1998 | Меморіальний день          | Робін Коннорс |                        |
| 1998 | Зоряний шлях: Повстання    | Перім         |                        |
| 1999 | Кісмет                     | Стефані       | Короткометражний фільм |
| 1999 | Де завгодно, тільки не тут | офіціантка    |                        |
| 2001 | Павуки II: Розсадник       | Олександра    |                        |
| 2001 | За межами міста            | Репортер      |                        |
| 2009 | Двадцятка                  | Дот           |                        |